# Iwan Jewstafjewitsch Chandoschkin
Iwan Jewstafjewitsch Chandoschkin (russisch Иван Евстафьевич Хандошкин; * 1747; † 18. Märzjul. / 30. März 1804greg. in Sankt Petersburg) war ein russischer Komponist.

## Leben
Chandoschkin wurde 1747 vermutlich in St. Petersburg als Leibeigener geboren. Ab 1765 war er Mitglied des Hoforchesters, wo er bald zum Konzertmeister aufstieg. 1785 wurde er aus der Leibeigenschaft entlassen. 
Neben sechs Sonaten für zwei Violinen und drei Sonaten für Violine solo komponierte er Chansons Russes variées für Violine und Generalbass, Six chansons russes avec des variations für Violine und Bratsche, Six chansons russes avec variations für zwei Violinen und Chansons Russes variées für zwei Violinen, außerdem zwei Polonaisen für Orchester. Ein 1947 unter seinem Namen veröffentlichte Bratschenkonzert, gilt heute als Fehlzuschreibung.